# کروئیه
کروئیه، روستایی در دهستان رویدر بخش رویدر شهرستان خمیر در استان هرمزگان ایران است.

## جمعیت
بر پایه سرشماری عمومی نفوس و مسکن در سال ۱۳۹۵، جمعیت این روستا برابر با ۱٬۱۴۲ نفر (۳۵۱ خانوار) بوده‌است.